# Gramada (obchtina)
Gramada (bulgare : Грамада) est une obchtina de l'oblast de Vidin en Bulgarie.